# 7e étape du Tour de France 2023
Pour un article plus général, voir Tour de France 2023.
La 7e étape du Tour de France 2023 se déroule le vendredi 7 juillet 2023 entre Mont-de-Marsan (Landes) et Bordeaux (Gironde), sur une distance de 169,9 kilomètres.

## Parcours
Le départ est donné de la place Joseph-Pancaut à Mont-de-Marsan, en hommage à Luis Ocaña, à l'occasion du cinquantenaire de sa victoire sur le Tour de France 1973. Ce même jour est inauguré le vélodrome Luis-Ocaña. À travers les Landes puis la Gironde, le parcours n'est composé que d'un sprint intermédiaire, à Grignols (km 88), et une ascension, la côte de Béguey (4e catégorie, km 131, 1,2 km à 4,4 %).
Bordeaux retrouve le Tour de France pour la première fois depuis la 18e étape du Tour de France 2010 et la victoire du sprinteur de l'île de Man Mark Cavendish. Les deux derniers kilomètres en ligne droite longent la rive gauche de la Garonne par les quais de Bordeaux (quais de Sainte-Croix, de la Monnaie, de la Grave, des Salinières, Richelieu, du Maréchal Lyautey puis Louis XVIII), la ligne d’arrivée est tracée devant la place des Quinconces.

## Déroulement de la course
Dès le kilomètre zéro, une échappée de quatre coureurs se constitue : les deux Français Simon Guglielmi (Arkéa-Samsic) et Mathieu Burgaudeau (TotalEnergies), le Norvégien Jonas Abrahamsen (Uno-X), et le Portugais Nélson Oliveira (Movistar). Cependant, les directeurs sportifs de ces trois derniers les obligent à rentrer dans les rangs du peloton. Seul, Simon Guglielmi ouvre la route vers Bordeaux, l'écart avec le peloton restant inférieur à sept minutes.
Au sprint intermédiaire de Grignols (km 88), Simon Guglielmi compte encore une avance de trente-huit secondes sur le peloton, dans lequel l'Erythréen Biniam Girmay (Intermarché-Circus-Wanty) bat au sprint le Belge Jasper Philipsen (Alpecin-Deceuninck) et le Français Bryan Coquard (Cofidis). À la suite du sprint intermédiaire, les deux Français Pierre Latour (TotalEnergies) et Nans Peters (AG2R Citroën) faussent compagnie au peloton et rejoignent Simon Guglielmi, à soixante-quatorze kilomètres de l'arrivée.
Au sommet de la côte de Béguey (4e catégorie, km 131, 1,2 km à 4,4 %), Pierre Latour passe en tête devant Nans Peters, Simon Guglielmi est distancé et repris par le peloton, qui passe avec cinquante-neuf secondes de retard sur les coureurs de tête. A vingt kilomètres de l'arrivée, l'écart entre l'échappée et le peloton reste autour de la minute, mais passe à vingt-sept secondes sous la banderole des dix kilomètres. A six kilomètres de l'arrivée, Nans Peters se relève, Pierre Latour est repris à 3 500 mètres du but. Le sprint massif se prépare le long des quais de Bordeaux. Jasper Philipsen s'impose triomphalement à Bordeaux, devant le Britannique Mark Cavendish (Astana Qazaqstan) et Biniam Girmay. Le sprinteur belge remporte ainsi sa troisième étape sur le Tour de France 2023.
Avec sa victoire d'étape, Jasper Philipsen consolide son maillot vert. Le Danois Jonas Vingegaard (Jumbo-Visma) conserve son maillot jaune, comme le Slovène Tadej Pogačar (UAE Emirates) avec le maillot blanc et l'Américain Neilson Powless (EF Education-EasyPost) avec le maillot à pois. L'équipe Jumbo-Visma reste en tête du classement par équipes. Simon Guglielmi est récompensé du prix de la combativité pour sa longue échappée solitaire.
- Franchissement de la Garonne à Langon (km 113)
- Tête de la course
- Peloton

## Résultats
Cette section présente les résultats et prix obtenus au cours de l'étape.

### Classement de l'étape
| Classement de la 7e étape | Classement de la 7e étape | Classement de la 7e étape | Classement de la 7e étape | Classement de la 7e étape |
|                           | Coureur                   | Pays                      | Équipe                    | Temps                     |
| ------------------------- | ------------------------- | ------------------------- | ------------------------- | ------------------------- |
| 1er                       | Jasper Philipsen          | Belgique                  | Alpecin-Deceuninck        | en 3 h 46 min 28 s        |
| 2e                        | Mark Cavendish            | Royaume-Uni               | Astana Qazaqstan Team     | + 0 s                     |
| 3e                        | Biniam Girmay             | Érythrée                  | Intermarché-Circus-Wanty  | + 0 s                     |
| 4e                        | Luca Mozzato              | Italie                    | Arkéa-Samsic              | + 0 s                     |
| 5e                        | Dylan Groenewegen         | Pays-Bas                  | Team Jayco AlUla          | + 0 s                     |
| 6e                        | Jordi Meeus               | Belgique                  | Bora-Hansgrohe            | + 0 s                     |
| 7e                        | Phil Bauhaus              | Allemagne                 | Bahrain Victorious        | + 0 s                     |
| 8e                        | Bryan Coquard             | France                    | Cofidis                   | + 0 s                     |
| 9e                        | Alexander Kristoff        | Norvège                   | Uno-X Pro Cycling Team    | + 0 s                     |
| 10e                       | Mads Pedersen             | Danemark                  | Lidl-Trek                 | + 0 s                     |
| modifier                  |                           |                           |                           |                           |

### Bonifications en temps
|   | Coureur          | Pays        | Équipe                   | Secondes |
| - | ---------------- | ----------- | ------------------------ | -------- |
| 1 | Jasper Philipsen | Belgique    | Alpecin-Deceuninck       | 10 s     |
| 2 | Mark Cavendish   | Royaume-Uni | Astana Qazaqstan Team    | 6 s      |
| 3 | Biniam Girmay    | Érythrée    | Intermarché-Circus-Wanty | 4 s      |

### Points attribués
| Sprint intermédiaire Grignols (km 88) | Sprint intermédiaire Grignols (km 88) | Sprint intermédiaire Grignols (km 88) | Sprint intermédiaire Grignols (km 88) | Sprint intermédiaire Grignols (km 88) |
| ------------------------------------- | ------------------------------------- | ------------------------------------- | ------------------------------------- | ------------------------------------- |
|                                       | Coureur                               | Pays                                  | Équipe                                | Point(s)                              |
| 1er                                   | Simon Guglielmi                       | France                                | Arkéa-Samsic                          | 20                                    |
| 2e                                    | Biniam Girmay                         | Érythrée                              | Intermarché-Circus-Wanty              | 17                                    |
| 3e                                    | Jasper Philipsen                      | Belgique                              | Alpecin-Deceuninck                    | 15                                    |
| 4e                                    | Bryan Coquard                         | France                                | Cofidis                               | 13                                    |
| 5e                                    | Jordi Meeus                           | Belgique                              | Bora-Hansgrohe                        | 11                                    |
| 6e                                    | Mads Pedersen                         | Danemark                              | Lidl-Trek                             | 10                                    |
| 7e                                    | Corbin Strong                         | Nouvelle-Zélande                      | Israel-Premier Tech                   | 9                                     |
| 8e                                    | Alexander Kristoff                    | Norvège                               | Uno-X Pro Cycling Team                | 8                                     |
| 9e                                    | Mark Cavendish                        | Royaume-Uni                           | Astana Qazaqstan Team                 | 7                                     |
| 10e                                   | Mikkel Bjerg                          | Danemark                              | UAE Team Emirates                     | 6                                     |
| 11e                                   | Alexis Renard                         | France                                | Cofidis                               | 5                                     |
| 12e                                   | Tadej Pogačar                         | Slovénie                              | UAE Team Emirates                     | 4                                     |
| 13e                                   | Matteo Trentin                        | Italie                                | UAE Team Emirates                     | 3                                     |
| 14e                                   | Marc Soler                            | Espagne                               | UAE Team Emirates                     | 2                                     |
| 15e                                   | Kevin Vermaerke                       | États-Unis                            | Team DSM-Firmenich                    | 1                                     |
| modifier                              |                                       |                                       |                                       |                                       |

| Arrivée d'étape Bordeaux (km 169,9) | Arrivée d'étape Bordeaux (km 169,9) | Arrivée d'étape Bordeaux (km 169,9) | Arrivée d'étape Bordeaux (km 169,9) | Arrivée d'étape Bordeaux (km 169,9) |
| ----------------------------------- | ----------------------------------- | ----------------------------------- | ----------------------------------- | ----------------------------------- |
|                                     | Coureur                             | Pays                                | Équipe                              | Point(s)                            |
| 1er                                 | Jasper Philipsen                    | Belgique                            | Alpecin-Deceuninck                  | 50                                  |
| 2e                                  | Mark Cavendish                      | Royaume-Uni                         | Astana Qazaqstan Team               | 30                                  |
| 3e                                  | Biniam Girmay                       | Érythrée                            | Intermarché-Circus-Wanty            | 20                                  |
| 4e                                  | Luca Mozzato                        | Italie                              | Arkéa-Samsic                        | 18                                  |
| 5e                                  | Dylan Groenewegen                   | Pays-Bas                            | Team Jayco AlUla                    | 16                                  |
| 6e                                  | Jordi Meeus                         | Belgique                            | Bora-Hansgrohe                      | 14                                  |
| 7e                                  | Phil Bauhaus                        | Allemagne                           | Bahrain Victorious                  | 12                                  |
| 8e                                  | Bryan Coquard                       | France                              | Cofidis                             | 10                                  |
| 9e                                  | Alexander Kristoff                  | Norvège                             | Uno-X Pro Cycling Team              | 8                                   |
| 10e                                 | Mads Pedersen                       | Danemark                            | Lidl-Trek                           | 7                                   |
| 11e                                 | Matîs Louvel                        | France                              | Arkéa-Samsic                        | 6                                   |
| 12e                                 | Mike Teunissen                      | Pays-Bas                            | Intermarché-Circus-Wanty            | 5                                   |
| 13e                                 | Sam Welsford                        | Australie                           | Team DSM-Firmenich                  | 4                                   |
| 14e                                 | Jonas Abrahamsen                    | Norvège                             | Uno-X Pro Cycling Team              | 3                                   |
| 15e                                 | Fabio Jakobsen                      | Pays-Bas                            | Soudal Quick-Step                   | 2                                   |
| modifier                            |                                     |                                     |                                     |                                     |

### Cols et côtes
| \| Côte de Béguey (km 124,8) 4e catégorie (1,2 km à 4,4 %) \| Côte de Béguey (km 124,8) 4e catégorie (1,2 km à 4,4 %) \| Côte de Béguey (km 124,8) 4e catégorie (1,2 km à 4,4 %) \| Côte de Béguey (km 124,8) 4e catégorie (1,2 km à 4,4 %) \| Côte de Béguey (km 124,8) 4e catégorie (1,2 km à 4,4 %) \| \| ------------------------------------------------------- \| ------------------------------------------------------- \| ------------------------------------------------------- \| ------------------------------------------------------- \| ------------------------------------------------------- \| \| \| Coureur \| Pays \| Équipe \| Point(s) \| \| 1er \| Pierre Latour \| France \| TotalEnergies \| 1 \| \| modifier \| \| \| \| \| |               |        |               |          |
| Côte de Béguey (km 124,8) 4e catégorie (1,2 km à 4,4 %) |               |        |               |          |
| | Coureur       | Pays   | Équipe        | Point(s) |
| 1er | Pierre Latour | France | TotalEnergies | 1        |
| modifier |               |        |               |          |

### Prix de la combativité
- Simon Guglielmi (Arkéa-Samsic)

## Classements à l'issue de l'étape
Cette section présente le classement général et les différents classements annexes à l'issue de l'étape.

### Classement général
| Classement général | Classement général | Classement général | Classement général | Classement général  |
|                    | Coureur            | Pays               | Équipe             | Temps               |
| ------------------ | ------------------ | ------------------ | ------------------ | ------------------- |
| 1er                | Jonas Vingegaard   | Danemark           | Jumbo-Visma        | en 29 h 57 min 12 s |
| 2e                 | Tadej Pogačar      | Slovénie           | UAE Team Emirates  | + 25 s              |
| 3e                 | Jai Hindley        | Australie          | Bora-Hansgrohe     | + 1 min 34 s        |
| 4e                 | Simon Yates        | Royaume-Uni        | Team Jayco AlUla   | + 3 min 14 s        |
| 5e                 | Carlos Rodríguez   | Espagne            | Ineos Grenadiers   | + 3 min 30 s        |
| 6e                 | Adam Yates         | Royaume-Uni        | UAE Team Emirates  | + 3 min 40 s        |
| 7e                 | David Gaudu        | France             | Groupama-FDJ       | + 4 min 3 s         |
| 8e                 | Romain Bardet      | France             | Team DSM-Firmenich | + 4 min 43 s        |
| 9e                 | Tom Pidcock        | Royaume-Uni        | Ineos Grenadiers   | + 4 min 43 s        |
| 10e                | Sepp Kuss          | États-Unis         | Jumbo-Visma        | + 5 min 28 s        |
| modifier           |                    |                    |                    |                     |

| Classement par points | Classement par points | Classement par points | Classement par points    | Classement par points |
| --------------------- | --------------------- | --------------------- | ------------------------ | --------------------- |
|                       | Coureur               | Pays                  | Équipe                   | Point(s)              |
| 1er                   | Jasper Philipsen      | Belgique              | Alpecin-Deceuninck       | 215 points            |
| 2e                    | Bryan Coquard         | France                | Cofidis                  | 127 pts               |
| 3e                    | Mark Cavendish        | Royaume-Uni           | Astana Qazaqstan Team    | 99 pts                |
| 4e                    | Mads Pedersen         | Danemark              | Lidl-Trek                | 93 pts                |
| 5e                    | Wout van Aert         | Belgique              | Jumbo-Visma              | 92 pts                |
| 6e                    | Victor Lafay          | France                | Cofidis                  | 80 pts                |
| 7e                    | Tadej Pogačar         | Slovénie              | UAE Team Emirates        | 74 pts                |
| 8e                    | Caleb Ewan            | Australie             | Lotto Dstny              | 73 pts                |
| 9e                    | Biniam Girmay         | Érythrée              | Intermarché-Circus-Wanty | 71 pts                |
| 10e                   | Jordi Meeus           | Belgique              | Bora-Hansgrohe           | 69 pts                |
| modifier              |                       |                       |                          |                       |

| Classement du meilleur grimpeur | Classement du meilleur grimpeur | Classement du meilleur grimpeur | Classement du meilleur grimpeur | Classement du meilleur grimpeur |
| ------------------------------- | ------------------------------- | ------------------------------- | ------------------------------- | ------------------------------- |
|                                 | Coureur                         | Pays                            | Équipe                          | Point(s)                        |
| 1er                             | Neilson Powless                 | États-Unis                      | EF Education-EasyPost           | 36 points                       |
| 2e                              | Felix Gall                      | Autriche                        | AG2R Citroën Team               | 28 pts                          |
| 3e                              | Tobias Halland Johannessen      | Norvège                         | Uno-X Pro Cycling Team          | 26 pts                          |
| 4e                              | Ruben Guerreiro                 | Portugal                        | Movistar Team                   | 22 pts                          |
| 5e                              | Tadej Pogačar                   | Slovénie                        | UAE Team Emirates               | 19 pts                          |
| 6e                              | Jai Hindley                     | Australie                       | EF Education-EasyPost           | 19 pts                          |
| 7e                              | Giulio Ciccone                  | Italie                          | Lidl-Trek                       | 19 pts                          |
| 8e                              | Jonas Vingegaard                | Danemark                        | Jumbo-Visma                     | 18 pts                          |
| 9e                              | Wout van Aert                   | Belgique                        | Jumbo-Visma                     | 15 pts                          |
| 10e                             | Daniel Martínez                 | Colombie                        | Ineos Grenadiers                | 15 pts                          |
| modifier                        |                                 |                                 |                                 |                                 |

| Classement général du meilleur jeune | Classement général du meilleur jeune | Classement général du meilleur jeune | Classement général du meilleur jeune | Classement général du meilleur jeune |
|                                      | Coureur                              | Pays                                 | Équipe                               | Temps                                |
| ------------------------------------ | ------------------------------------ | ------------------------------------ | ------------------------------------ | ------------------------------------ |
| 1er                                  | Tadej Pogačar                        | Slovénie                             | UAE Team Emirates                    | en 29 h 57 min 37 s                  |
| 2e                                   | Carlos Rodríguez                     | Espagne                              | Ineos Grenadiers                     | + 3 min 5 s                          |
| 3e                                   | Tom Pidcock                          | Royaume-Uni                          | Ineos Grenadiers                     | + 4 min 18 s                         |
| 4e                                   | Felix Gall                           | Autriche                             | AG2R Citroën Team                    | + 7 min 54 s                         |
| 5e                                   | Mattias Skjelmose Jensen             | Danemark                             | Lidl-Trek                            | + 8 min 22 s                         |
| 6e                                   | Tobias Halland Johannessen           | Norvège                              | Uno-X Pro Cycling Team               | + 23 min 56 s                        |
| 7e                                   | Clément Champoussin                  | France                               | Arkéa-Samsic                         | + 41 min 12 s                        |
| 8e                                   | Matthew Dinham                       | Australie                            | Team DSM-Firmenich                   | + 41 min 15 s                        |
| 9e                                   | Matîs Louvel                         | France                               | Arkéa-Samsic                         | + 44 min 45 s                        |
| 10e                                  | Mathieu Burgaudeau                   | France                               | TotalEnergies                        | + 44 min 47 s                        |
| modifier                             |                                      |                                      |                                      |                                      |

| Classement par équipes | Classement par équipes | Classement par équipes | Classement par équipes |
|                        | Équipe                 | Pays                   | Temps                  |
| ---------------------- | ---------------------- | ---------------------- | ---------------------- |
| 1re                    | Jumbo-Visma            | Pays-Bas               | en 90 h 2 min 45 s     |
| 2e                     | Ineos Grenadiers       | Royaume-Uni            | + 1 min 50 s           |
| 3e                     | Bahrain Victorious     | Bahreïn                | + 10 min 9 s           |
| 4e                     | UAE Team Emirates      | Émirats arabes unis    | + 11 min 2 s           |
| 5e                     | Groupama-FDJ           | France                 | + 15 min 26 s          |
| 6e                     | AG2R Citroën Team      | France                 | + 18 min 52 s          |
| 7e                     | Bora-Hansgrohe         | Allemagne              | + 26 min 8 s           |
| 8e                     | Lidl-Trek              | États-Unis             | + 36 min 7 s           |
| 9e                     | Movistar Team          | Espagne                | + 47 min 45 s          |
| 10e                    | Team Jayco AlUla       | Australie              | + 1 h 4 min 59 s       |
| modifier               |                        |                        |                        |

## Abandons
Il n'y a pas eu d'abandon lors de cette 7e étape.